# Красноармійський район (Волгоград)

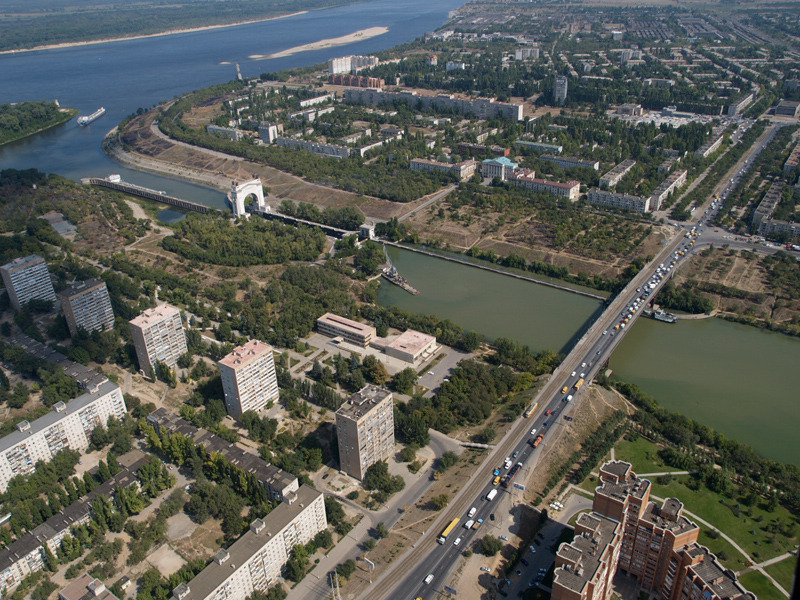
Заканальна частина району. Видно Волго-Донський канал, перший шлюз з аркой

Красноармійський район (рос. Красноармейский район) — найпівденніший і найбільший район Волгограда (Росія).
Площа території району — 13 341 га (15,5 % від площі міста), протяжність в довжину становить 35 кілометрів. Район неофіційно розбитий на дві частини — доканальну і заканальну. Відповідно, він має два центри: один — бульвар Енгельса — знаходиться в доканальній частини, інший — перетин проспектів Героїв Сталінграда та 40 років ВЛКСМ біля кінотеатру Ювілейний — неофіційний центр заканальної частини.

## Історія
Утворений 21 березня 1944 року, однак перші поселення з'явилися в XVIII столітті (німецька колонія гернгутерів Сарепта).
У 1920 році Сарепта перейменована в селище Красноармійськ, яке в 1931 році було приєднане до Сталінграда і до 1944 року було у складі Кіровського району.

## Пам'ятки
- Волго-Донський судноплавний канал. Арка першого шлюзу каналу є логічним продовженням набережної Красноармійського району.
- Пам'ятник Леніну. Найбільший у Європі пам'ятник Леніну (висота постаменту — 30 метрів, скульптури — 27 метрів). Скульптура роботи Євгена Вучетича розташована на районній набережній. Раніше на цьому постаменті стояв пам'ятник Сталіну.
- Скульптура бегемота — встановлена в 2008 році біля розважального комплексу «Гіппопо» як дар скульптора всім волгоградським дітям. Автор пам'ятника, відлитого з бронзи — Зураб Церетелі.
- Музей-заповідник «Стара Сарепта» — знаходиться в доканальній частині району, навколо площі Свободи.
- Пам'ятник першому вчителю — був встановлений в день вчителя в 2010 році на Бульварі Енгельса.

## Інфраструктура

### Транспорт
До району можна дістатися на автобусі, маршрутному таксі, електропоїзді.
У районі діють трамвайна (маршрут № 11) і тролейбусна (маршрут № 6) мережа, не пов'язані з рештою мережею електротранспорту Волгограда, а також 9 міських і 20 приміських автобусних маршрутів, 35 міських і 14 приміських маршрутів маршрутних таксі.
На території району знаходиться залізнична станція Сарепта і 7 залізничних платформ, автовокзал «Південний».
Маршрути електротранспорту:
- Тролейбус № 6: Набережна-Завод Каустик
- Трамвай № 11: Судноверф-Завод Каустик

### Промисловість
Червоноармійський район — промисловий район Волгограда. На його території розташовано безліч заводів:
- ТОВ «Лукойл-Волгограднафтопереробка»
- ВАТ «Каустик»
- Завод технічного вуглецю
- ВАТ «Волгоградський суднобудівний завод»
- ВАТ «Красноармійський судноремонтний завод»
- ВАТ «Волгоградський керамічний завод»
- ВАТ «Промбудконструкція»
- ТОВ Волгоградський гірчичний маслозавод «Сарепта»
- Волгоградський завод ВАТ «Северсталь-Метиз»
- Волгоградська ТЕЦ-2
- ТОВ «Сарептський млин»
- ГУП ВОСХП «Зоря»
- ЗАТ «Красноармійський хліб»
- Сарептський шпалопросочувальний завод